# Maitland Glacier
Maitland Glacier är en glaciär i Antarktis. Den ligger i Västantarktis. Argentina, Chile och Storbritannien gör anspråk på området. Maitland Glacier ligger 473 meter över havet.
Terrängen runt Maitland Glacier är huvudsakligen kuperad, men åt nordväst är den bergig. Maitland Glacier ligger nere i en dal. Trakten är obefolkad. Det finns inga samhällen i närheten.